# منتخب ساموا لسباعيات الرغبي للسيدات
منتخب ساموا لسباعيات الرغبي للسيدات هو ممثل ساموا الرسمي في المنافسات الدولية في سباعيات الرغبي للسيدات .